# Grevillea myosodes
Grevillea myosodes är en tvåhjärtbladig växtart som beskrevs av Mcgill.. Grevillea myosodes ingår i släktet Grevillea och familjen Proteaceae. Inga underarter finns listade i Catalogue of Life.